# Unforgiven 2002
Unforgiven 2002 was een professioneel worstel-pay-per-viewevenement dat georganiseerd werd door de World Wrestling Entertainment. Dit evenement was de 5e editie van Unforgiven en vond plaats in het Staples Center in Los Angeles op 22 september 2002.
Het "main event" van dit evenement was een een-op-eenmatch voor het WWE Championship tussen kampioen Brock Lesnar en The Undertaker.

## Wedstrijden
| Nr.                                                                          | Match | Winnaar(s)                                 |
| ---------------------------------------------------------------------------- | --- | ------------------------------------------ |
| -                                                                            | Chavo Guerrero vs. Rey Mysterio in een een-op-eenmatch                                                                                     | Rey Mysterio                               |
| 1                                                                            | Kane, Goldust, Booker T & Bubba Ray Dudley vs. The Un-Americans (Lance Storm, Christian, William Regal & Test) in een 8-man tag team match | Kane, Goldust, Booker T & Bubba Ray Dudley |
| 2                                                                            | Chris Jericho (c) vs. Ric Flair in een een-op-eenmatch voor het WWE Intercontinental Championship                                          | Chris Jericho (c)                          |
| 3                                                                            | Edge vs. Eddie Guerrero in een een-op-eenmatch                                                                                             | Eddie Guerrero                             |
| 4                                                                            | Billy en Chuck vs. 3-Minute Warning (Rosey & Jamal) (met Rico) in een tag team match                                                       | 3-Minute Warning                           |
| 5                                                                            | Triple H (c) vs. Rob Van Dam in een een-op-eenmatch voor het World Heavyweight Championship                                                | Triple H (c)                               |
| 6                                                                            | Molly Holly (c) vs. Trish Stratus in een een-op-eenmatch voor het WWE Women's Championship                                                 | Trish Stratus (nc)                         |
| 7                                                                            | Chris Benoit vs. Kurt Angle in een een-op-eenmatch                                                                                         | Chris Benoit                               |
| 8                                                                            | Brock Lesnar (c) (met Paul Heyman) vs. The Undertaker in een een-op-eenmatch voor het WWE Championship                                     | Geen winnaar1                              |
| (c) huidige kampioen voor en na de match \| (nc) nieuwe kampioen na de match | |                                            |

1 De wedstrijd leverde geen winnaar op, omdat Lesnar en Undertaker gediskwalificeerd waren. Lesnar bleef kampioen.